# Avocatória
Avocatória, no direito brasileiro, é um instrumento jurídico pelo qual o Supremo Tribunal Federal restabelece sua competência para julgar um determinado processo (ou seja, sua jurisdição) que antes estava sendo exercida por qualquer dos juízes ou tribunais inferiores. A avocatória está prevista no artigo 117 do Código de Processo Penal Brasileiro.

## Procedimento
É também chamado de incidente de inconstitucionalidade pelo qual o Supremo Tribunal Federal, traz para si a responsabilidade de questões que tramitam nas justiças estaduais ou em outras instâncias judiciárias. 
Após ser devidamente solicitado pelo Tribunal Regional de Justiça, o Supremo Tribunal Federal toma a decisão em relação à questão constitucional, e esta decisão deve ser obedecida por todos.